# 邹燕勤
邹燕勤（1933年4月—），女，江苏无锡人，中国中医肾脏病专家，江苏省中医院原副院长、主任医师、教授，第三届国医大师。